# 도리스 유네인
도리스 유네인(Doris Younane, 영어 발음: /juːˈneɪn/, 1963년 2월 25일 ~ )은 오스트레일리아의 배우이다.
패러매타에서 태어났다.

## 출연 작품

### 영화
- 어둠 속의 외침 (1988)
- Resistance (1992)
- 과외 수업 (1993, The Heartbreak Kid)
- BlackJack (2003-05) - 텔레비전 영화 시리즈
- The Combination (2009)
- 보복 (2019, Measure for Measure)

### 텔레비전
- 맥클로드의 딸들 (2002-03, 2005-09)